# Maison Malaval
La maison Malaval est une maison située en France sur la commune de Saint-Sernin-sur-Rance, dans le département de l'Aveyron en région Occitanie.
Elle fait l'objet d'une inscription au titre des monuments historiques depuis le 24 février 2003.

## Description
La façade sur rue mesure 30 mètres de long. Elle est bâtie directement sur le roc et se compose d'un corps de logis possédant sept fenêtres sur deux étages entouré de plusieurs communs. Au centre se trouve une tour, où l'on trouve une chapelle et une chambre supplémentaire, qui a conservé les meneaux qui ornaient autrefois toutes les fenêtres de la maison et qui ont été retirés au XVIIIe siècle.
Cette demeure du XVIe siècle comprend plusieurs éléments remarquables, dont son escalier du XVIIIe siècle, ses boiseries des plafonds à solives et un ensemble de portes des XVIe et XVIIIe siècles. Deux verdures ornent le grand salon du premier étage.
Cette maison, construite sur le rempart médiéval, fut celle d'une famille de noblesse de robe, juges royaux à Saint-Sernin.
La porte d'entrée principale date du XVIIIe siècle. On peut voir sur son imposte les initiales en bronze des propriétaires.
Sur la façade, une plus petite porte en plein cintre donne accès à un porche traversant qui débouche sur la basse-cour. On trouvait auparavant au rez-de-chaussée la salle commune et la cuisine, disposant chacune d'une grande cheminée de pierre.

## Localisation
La maison est située 24 rue du Fort, sur la commune de Saint-Sernin-sur-Rance, dans le département français de l'Aveyron.

## Historique
La construction de la Maison Malaval remonterait au XVe siècle, et elle serait bâtie sur des fortifications du Moyen-Âge. Il en subsiste quelques traces, comme des meurtrières sur les murs nord, ouest et sud. La tour carrée au sud est vraisemblablement la partie la plus ancienne de la maison.
L'édifice est inscrit au titre des monuments historiques en 2003.